# Isole del Komsomol
Le isole del Komsomol (in russo: Острова Комсомольские, ostrov Komsomol'skie) sono un gruppo di isole russe nell'Oceano Artico che fanno parte dell'arcipelago della Terra di Francesco Giuseppe.

## Geografia
Le isole del Komsomol si trovano nella parte centrale della Terra di Francesco Giuseppe; sono 4 isole, una grande e tre più piccole, situate circa 8 km a est dell'isola di Hayes e separate da questa dallo stretto Austriaco; alla stessa distanza ma sul lato opposto si trova invece la Terra di Wilczek. La superficie è di 21 km²; l'altezza massima è di 34 m s.l.m. sull'isola maggiore.
Il territorio è quasi completamente libero dal ghiaccio. Nella parte settentrionale dell'isola maggiore c'è un punto d'osservazione astronomica.

## Storia
Le isole sono state scoperte e mappate nel 1874 dall'esploratore austriaco Julius von Payer, il primo ad arrivare nella Terra di Francesco Giuseppe.
Successivamente, nel 1901, la spedizione Baldwin-Ziegler (che scoprì l'isola di Hayes) le rimosse dalle mappe per una svista e rinominò l'intero gruppo come isole di Hayes. Con l'avvento dell'era sovietica, alle isole fu assegnato il nome patriottico attuale, con riferimento all'organizzazione giovanile del Komsomol.

## Isole adiacenti
- Terra di Wilczek (Земля Вильчека, Zemlja Vil'čeka), a est.
- Isola di Hayes (Остров Хейса, ostrov Hejsa), a ovest.